# Bathycongrus varidens
Bathycongrus varidens är en fiskart som först beskrevs av Garman, 1899.  Bathycongrus varidens ingår i släktet Bathycongrus och familjen havsålar. Inga underarter finns listade.